# Chrome (Catherine Wheel)
Chrome è il secondo album realizzato dal gruppo rock Inglese dei Catherine Wheel, pubblicato il 20 luglio 1993 dalla Fontana Records nel Regno Unito e dalla Mercury Records negli Stati Uniti. È stato prodotto da Gil Norton, che successivamente produrrà anche il prossimo album dei Catherine Wheel, Happy Days. Il singolo principale, "Crank", ha raggiunto la posizione numero 5 nella classifica Modern Rock Tracks di Billboard.

## Tracce
1. Kill rhythm – 3:51
2. I confess – 3:56
3. Crank – 3:45
4. Broken head – 4:43
5. Pain – 6:31
6. Strange fruit – 3:06
7. Chrome – 3:53
8. The nude – 3:51
9. Ursa major space station – 5:09
10. Fripp – 7:34
11. Half life – 4:08
12. Show me Mary – 3:19

## Singoli
- Crank
- Show me mary
- The Nude